# جيري كونينغ
جيري كونينغ (بالهولندية: Gerry Koning)‏ (3 يناير 1980 في هولندا - ) هو لاعب كرة قدم هولندي في مركز الدفاع. لعب مع نادي إكسلسيور ونادي فولندام ونادي هيرنفين ونادي روسيندال ‏.

## وصلات خارجية
- جيري كونينغ على موقع قاعدة بيانات كرة القدم.إي يو (الإنجليزية)